# Platycheirus nudipes
Platycheirus nudipes är en tvåvingeart som först beskrevs av Becker 1900.  Platycheirus nudipes ingår i släktet fotblomflugor, och familjen blomflugor. Inga underarter finns listade i Catalogue of Life.